# I pinguini di Mr. Popper
I pinguini di Mr. Popper (Mr. Popper's Penguins) è un film del 2011 diretto da Mark Waters, interpretato da Jim Carrey e distribuito dalla 20th Century Fox.
Il film si basa sull'omonimo libro per bambini scritto da Richard e Florence Atwater.

## Trama
Un bambino newyorkese, Tom Popper, dal 1971 sogna di avventurarsi lontano come il padre, ma senza riuscirci. Nel 2011 Tom è diventato un immobiliarista dedito al lavoro con due figli, un matrimonio rotto con Amanda e un'infanzia trascorsa lontano dal padre avventuriero. La sua vita viene stravolta quando, come eredità del padre defunto in Antartide, gli viene recapitata una cassa contenente un pinguino Papua, cui ne segue una seconda con altri cinque pinguini (i sei pinguini si chiamano Capitano, Urlacchia, Mordicchia, Puzzoso, Amoroso e Tontino).
Mentre cerca un modo per sbarazzarsene, Popper deve riuscire ad acquistare il Tavern on the Green, leggendario locale di Central Park; in questo modo potrà diventare uno dei soci della società per cui lavora. L'ultima proprietaria del locale, Selma Van Gundy, è però un osso duro e cinica, decisa a vendere il Tavern solo a una persona di grande valore, ma i pinguini, invece, rovinano un appuntamento di Tom con la Van Gundy al Solomon Guggenheim. Intanto Nat Jones, il perfido e corrotto direttore dello zoo di New York, che telefona sempre a Cosa nostra americana, tenta di prendere i pinguini, dopo averli adocchiati.
Nel frattempo i figli di Tom cominciano a giocare con i pinguini e si riavvicinano al padre, il quale riuscirà a scoprire i veri valori dell'amicizia e della famiglia, e quindi non consegna a Jones i pinguini. Quando però i pinguini fanno delle uova essendosi accoppiati tra di loro, e un uovo non si schiude, Tom rimane fortemente deluso e capisce che il suo appartamento non è il posto adatto per farli vivere; porta così i pinguini allo zoo cedendo alle richieste del direttore.
Dopo aver deluso i figli e l'ex-moglie, alla quale nel frattempo si era riavvicinato, decide di tornare pienamente al lavoro. Il giorno della conferenza del Tavern, trova una lettera che era arrivata insieme alla cassa dei pinguini e che lui non aveva visto: è una lettera di suo padre, il quale gli dice tutto il suo affetto e gli fa ricordare di volere solo il suo bene per lui, i pinguini e i figli. Così Tom decide di andare allo zoo a trovarli scoprendo però che i pinguini sarebbero stati divisi e portati dal direttore in tre diverse città (Washington DC, Tokyo e Dubai). Allora Tom e la famiglia salvano i pinguini, che ricambiano il suo affetto proprio durante la conferenza del Tavern davanti alla Van Gundy, che si commuove e gli cede il Tavern, mentre Jones viene arrestato e l'assistente di Tom, Pippi, si fidanza con uno dei poliziotti intervenuti. Tom, dopo aver ripreso il lavoro, aver concluso la vendita del Tavern on the Green ed essersi rappacificato definitivamente con la moglie, porta i pinguini in Antartide dalla loro famiglia, vivendo così un'avventura.
Il film termina con la famiglia Popper che lascia i pinguini nell'Antartide assieme ai loro simili, promettendo di tornare a trovarli.

## Distribuzione
Il primo trailer in italiano è stato distribuito il 19 aprile 2011. Il film è stato distribuito nelle sale statunitensi il 17 giugno 2011 e il 12 agosto nelle sale italiane, dopo l'anteprima del 18 luglio al Giffoni Film Festival.
Questo è l'ultimo film in cui Angela Lansbury (prima de Il ritorno di Mary Poppins) è doppiata dalla storica Alina Moradei (che la doppiava dal 1983), prima del suo ritiro dal mondo del doppiaggio, l'anno successivo.

## Riconoscimenti
- 2012 - BMI Film & TV Award
  - Miglior colonna sonora a Rolfe Kent
- 2012 - Kids' Choice Awards
  - Nomination Miglior attore protagonista a Jim Carrey
- 2012 - MovieGuide Awards
  - Nomination Miglior film per la famiglia
  - Nomination Performance più interessante a Jim Carrey

## Citazioni e parodie
- Il volo di Capitano alla fine del film è una parodia di quello che fanno Buzz Lightyear e Woody Pride alla fine di Toy Story, ma anche un'allusione al volo compiuto dall'elefantino protagonista di Dumbo.
- Nella versione italiana del film, mentre sta parlando con la sua famiglia, Popper dice che il luogo in cui i pinguini dovrebbero stare è migliore e che è sempre "decorato" dalla voce narrante di Fiorello, riferendosi al film-documentario La marcia dei pinguini, mentre nella versione originale viene citato Morgan Freeman (co-interprete di Jim Carrey in Una settimana da Dio e voce nella versione in lingua inglese del documentario).
- La scena in cui Tom tenta di persuadere la signora Van Gundy a vendere il suo locale dicendole di immaginare di chiamarsi Lucy e di stare nel cielo coi diamanti è un chiaro riferimento alla canzone dei Beatles Lucy in the Sky with Diamonds.
- Nel film, i pinguini si dimostrano particolarmente attratti da Charlie Chaplin (del quale vedono in televisione Charlot soldato, La febbre dell'oro e Il circo) a causa di certe sue movenze recitative "da pinguino", che ispirano in loro simpatia.
- Nel film la segretaria di Popper cita Wikipedia, descrivendo una ricerca effettuata: "Secondo la ricerca effettuata su Wikipedia, i pinguini pygoscelis...".